# بخش مازانوفسکی
بخش مازانوفسکی (به لاتین: Mazanovsky District) یک منطقهٔ مسکونی در روسیه است که در استان آمور واقع شده‌است.